# Total War: Rome II
Total War: Rome II is een turn-based strategy-spel over de Romeinse Republiek en later in het spel over het Romeinse Rijk.
Het spel is uitgebracht op 3 september 2013. Rome 2 werd niet vlekkeloos uitgebracht, bij de eerste update zaten er nog vele fouten in: animaties die niet goed werkten, AI die niets deed et cetera. Deze problemen werden tegen update 15 van Total War: ROME II Emperor Edition allemaal opgelost. Rome 2 is het achtste spel van Creative Assembly, de makers van Total War. Rome 2 is de opvolger van Rome: Total War, een computerspel uit 2004.

## Scenario Basisspel
Het basisspel vindt plaats in de klassieke oudheid van 272 voor Christus tot het jaar 28. De speler kan kiezen uit 13 facties (of meer, afhankelijk van de uitbreidingen die de speler heeft gekocht) en daarmee moet hij een zo groot mogelijk rijk bouwen. Tijdens het uitbreiden van een rijk kan de speler vele problemen tegenkomen: slaven, hongersnood, opstanden, piraten, burgeroorlogen,...
- Romeinse Republiek, kan na een burgeroorlog veranderen in een imperium
- Carthago
- Macedonië
- Iceni
- Arverni
- Suebi
- Parthië
- Egypte
- Pontus
- Seleucidische Rijk
- Bactria
- Athene (Greek States Culture Pack)
- Sparta (Greek States Culture Pack)
- Epirus (Greek States Culture Pack)
- Scythen (Nomadic Tribes Culture Pack)
- Massageten (Nomadic Tribes Culture Pack)
- Roxolani (Nomadic Tribes Culture Pack)
- Nervii (Caesar In Gaul Campaign Pack)
- Galatië (Caesar In Gaul Campaign Pack)
- Boii (Caesar In Gaul Campaign Pack)
- Syracuse (Hannibal at the Gates Campaign Pack)
- Arevaci (Hannibal at the Gates Campaign Pack)
- Lusitani (Hannibal at the Gates Campaign Pack)